# Imperialisme

Destrucció de juncs xinesos durant les Guerres de l'Opi, provocades per les ambicions imperialistes de la Gran Bretanya.

L'imperialisme és l'expansió del propi territori o de la mateixa influència a força de dominar altres països i formar una unitat. La dominació pot ser territorial, com passava al colonialisme, cultural o econòmica, o una combinació dels tres factors. Els dominis geogràfics inclouen l'imperi Mongol, l'Imperi Romà, l'Imperi Otomà, el Sacre Imperi Romanogermànic, l'imperi Portuguès, l'imperi Espanyol, l'imperi Neerlandès, l'imperi Persa, l'imperi Francès, l'imperi Rus, l'imperi Estatunidenc, l'imperi Xinès o l'Imperi Britànic, però el terme també es pot aplicar als camps del coneixement, les creences, els valors i el saber, com és el cas en els imperis cristians (vegeu cristianisme) o musulmans (vegeu califat).

## Exemple il·lustratiu
La crisi de 1873 va provocar el descens dels preus, i amb això el proteccionisme, és a dir, la protecció dels productes propis de cada país prohibint l'entrada d'articles estrangers o imposant impostos per a ells. Això va donar lloc a la necessitat de trobar nous mercats que no estiguessin controlats per l'esmentat sistema. D'altra banda, potències capitalistes europees com Anglaterra, els Països Baixos i Bèlgica necessiten donar sortida al seu excedent de capital i ho fan invertint-lo en països d'altres continents establint préstecs, implantant ferrocarrils, instal·lant ports, etc. A més, aquests països necessiten buscar matèries primeres per a les seves indústries, ja que ja comencen a esgotar-se o a escassejar a Europa.
La relació amb els països de l'imperi (nom tradicional d'aquest conjunt de territoris sota un mateix poder) és sempre asimètrica, ja que els conquerits han de renunciar progressivament a les seves normes i costums per adoptar el patró dominant, sota pena de guerra o sanció tàcita.

## Diferents accepcions del terme
L'imperialisme es pot entendre com el domini que poden exercir nacions sobre altres de més febles. Existeixen imperialismes des que han existit imperis, des de l'antiguitat, però hi ha una tendència actual generalitzada a enfocar com a "imperialisme" al procés d'expansió econòmica que va tenir lloc a Europa a mitjan segle xix, sobretot a partir de 1870, i aquest va ser conegut com a imperialisme lliurecanvista. Durant aquest període, molts països europeus, especialment Gran Bretanya, es van estendre, primer de forma no oficial i més tard van annexar territoris i formar colònies a l'Àfrica, Àsia i l'Pacífic. Aquesta expansió va ser conseqüència de la recerca fora d'Europa de mercats i matèries primeres per a la revolució industrial i es va donar fins a començaments de la Primera Guerra Mundial, el 1914, i van romandre els seus vestigis fins a la descolonització, als anys 70.
A partir de finals del segle xix, l'imperialisme es va caracteritzar sobretot per la dominació econòmica imposada per les potències sobre nacions inferiors a aquestes, ja que la dominació política cada vegada va ser més posada en dubte. A començaments del segle xx i durant la segona postguerra, als països subdesenvolupats van sorgir moviments nacionalistes que moltes vegades van acabar amb la colonització que altres potències exercien sobre ells. En aquest sentit s'ha de dir que en l'actualitat la prepotència dels països més poderosos es verifica més al terreny econòmic que en el polític, encara que una anàlisi exhaustiva de l'evolució política del sud mostra la dependència del nord, també en l'àmbit polític.
No obstant això, a les albors de la Segona Guerra Mundial es comença a usar la denominació "imperialisme" per referir-se a dues noves potències, més tard enfrontades durant la Guerra Freda; són la Unió Soviètica i els Estats Units. En aquest sentit, una famosa cita del líder polític anglès Winston Churchill, sobre els vencedors en el conflicte armat, diu: " La història l'escriuen els vencedors "; malgrat això, sorgirien diversos corrents d'opinió i moviments socials de diferent signe polític o ideològic que mantindrien posicions crítiques o obertament contràries a la visió predominant.
A finals del segle passat i començaments d'aquest (XXI) s'imposen les posicions nord-americanes. La preponderància econòmica dels EUA comporta, a més, un predomini cultural encapçalat per indústries de l'entreteniment com la cinematogràfica i la musical. Aquest domini econòmic-cultural, unit a la publicitat i al consum, s'ha valorat per alguns sectors ideològics com un tipus de colonialisme cultural (vegeu Pierre Bourdieu i Loïc Wacquant Les raons de l'imperialisme), mentre que en el camp polític, s'ha qualificat com a imperialista la política exterior dels Estats Units, Europa Occidental i el Japó principalment, i el seu intervencionisme en diversos conflictes.

## Origen i evolució del terme

### L'imperialisme segons Hobson
John Atkinson Hobson utilitza el terme per primera vegada el 1902 en un llibre titulat Imperialism. L'autor hi analitza les forces i els factors econòmics motors de l'imperialisme i alguns dels seus prolongaments polítics.

### Anàlisi de l'imperialisme pels marxistes
- Autors marxistes, principalment Rudolf Hilferding, Rosa Luxemburg, i Lenin amb la seva obra L'imperialisme, estat suprem del capitalisme (1916), reprenen el terme de Hobson i el popularitzen. En el marc deLenin la teoria marxista, l'imperialisme correspon a un estadi de desenvolupament del capitalisme, i respon a una lògica essencialment econòmica i no política. L'imperialisme és el mitjà per fer cara a la caiguda tendencial de la taxa de benefici estenent l'explotació al món colonial. Lenin analitza així la Primera Guerra mundial com el producte de la lluita entre capitalistes per a l'apropiació de les colònies. Al cor d'aquest estadi de desenvolupament del capitalisme, es troba, després la concentració que va tenir lloc al segle xix, el «gran capital», àmpliament controlat pels bancs i la finança segons Lenin.
- Aquesta tesi no ha deixat de ser objecte de vives crítiques. En particular, nombrosos autors han discutit la idea que la finalitat de l'imperialisme sigui, abans de tot, econòmica. Un dels primers crítics d'aquesta teoria, Joseph Schumpeter defensa, per exemple, la idea que cal veure en l'imperialisme un fenomen de naturalesa sociològica. Insisteix així en la importància de l'aristocràcia, sobretot els Junkers a Alemanya, del qual la posició social és fundada en el control de recursos polítics, l'explotació de riqueses rurals locals i el domini dels oficis de les armes. És més aviat en aquest hàbit guerrer, entrat en sinergia amb l'aparell de l'Estat modern, que Joseph Schumpeter situa la impulsió primera de l'imperialisme.

#### Imperialisme versus lliure comerç
- El 1934, Wilhelm Röpke subratllava a Imperialisme i capitalisme que «la prosperitat del capitalisme no és funció del nombre de quilòmetres quadrats dominats». S'esforça també a ensenyar que el capitalisme liberal, prohibint el lliure comerç, constitueix una barrera a l'imperialisme. Oposar-se al capitalisme, escrivia, és reforçar els Estats i, per tant, l'imperialisme dels més forts.[6] Segons aquesta tradició intel·lectual liberal, el que ha de primar, és la pau pel comerç en la qual els Estats, actors de l'imperialisme, tenen un poder limitat.

### L'imperialisme segons Arendt
- A Els Orígens del Totalitarisme (1951), Hannah Arendt lliga l'imperialisme a la noció d'expansió (a diferenciar de la conquesta, segons ella) com a fi en si mateix. Segons ella, l'imperialisme ha aparegut quan l'Estat Nació es va fer massa estret per al desenvolupament de l'economia capitalista. El seu enfocament lliga l'imperialisme a la gènesi del totalitarisme: d'una banda ha inaugurat una «política mundial», d'altra banda, ha prefigurat al si de certs països la negació de l'Estat-nació en el curs del segle xx (exaccions colonials, poders especials a les colònies...). L'imperialisme hauria permès igualment l'aparició de les concepcions racials que van ser explotades pel nazisme.

### Imperialisme i geopolítica a l'obra de Thual

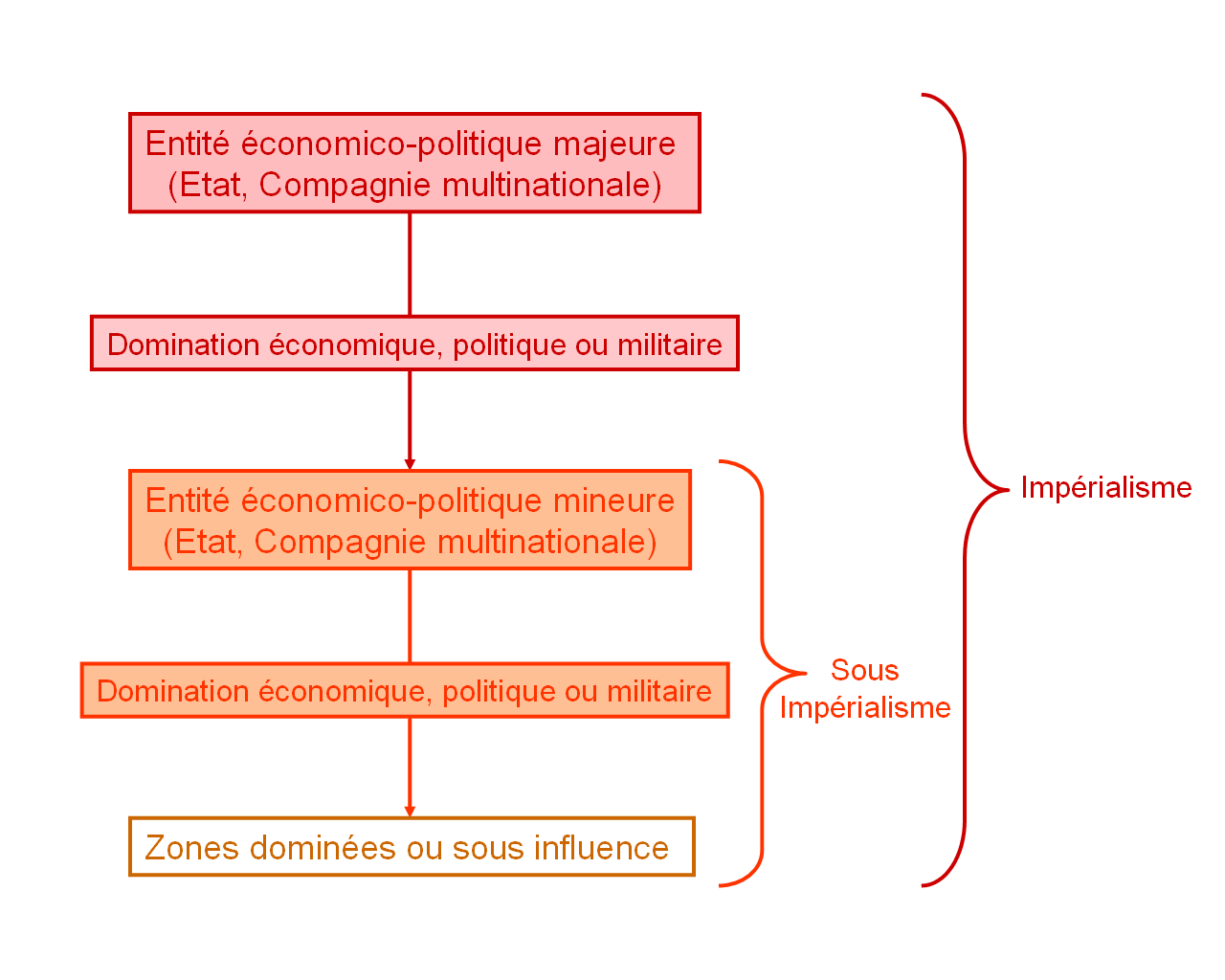
Organigrama de funcionament d'una estructura imperialista, en vermell, amb components subimperialistes, en taronja, i l'entitat sota control en groc

#### Imperialisme
El geopolític François Thual, director d'estudis de l'École de guerre francesa, dona la definició següent: 
 .
 .

#### Subimperialisme
D'altra banda, per tal d'afinar l'estudi de les diferents formes de control geopolítiques, el concepte de subimperialisme ha estat creat pels especialistes en geopolítica. La definició donada per François Thual és la següent:
 .
François Thual ha identificat un cert nombre de casos de subimperialisme del qual la classificació es pot resumir en tres sistemes.

#### El model de control per captació territorial directa
Aquesta primera forma de subimperialisme és el model anglès dels Dominions on una colònia esdevé ella mateixa un centre de colonització i d'expansió alhora per a ella mateixa i per a la metròpoli. Tanmateix, aquest model inclou igualment colònies britàniques tot i no tenir l'estatut de Dominion.

##### Exemple de dominions

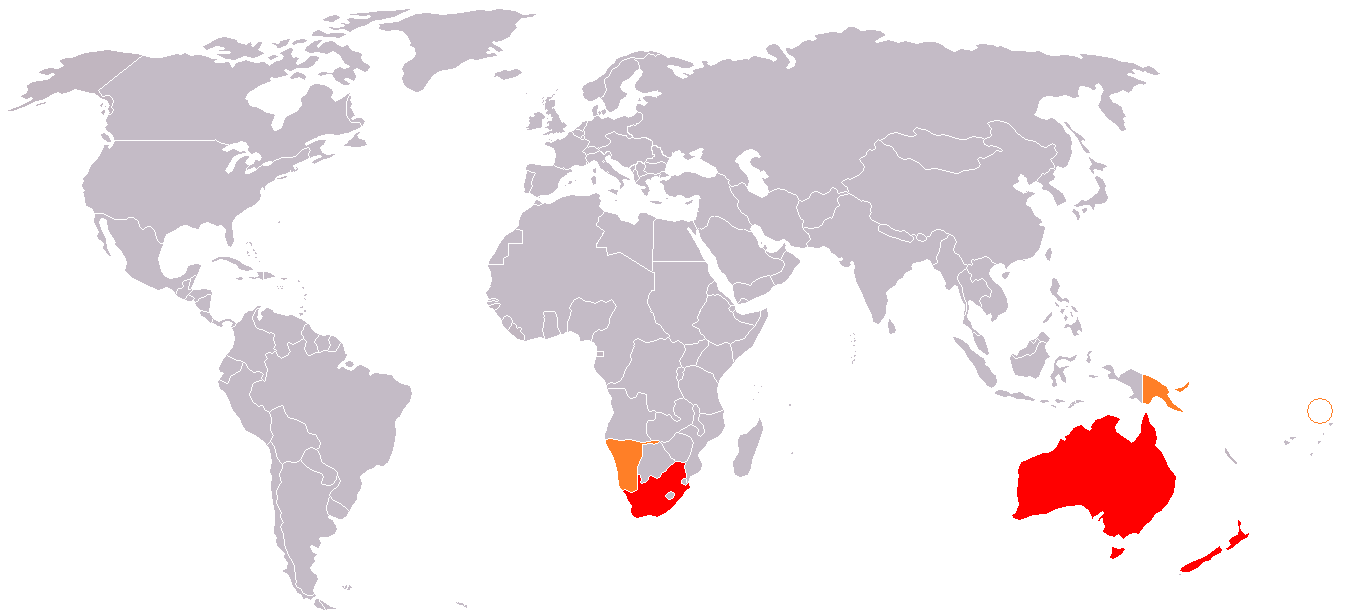
Mapa de les colònies de Sud-àfrica, Austràlia i Nova Zelanda el 1918. Els Dominions es mostren en vermell i les seves colònies en taronja

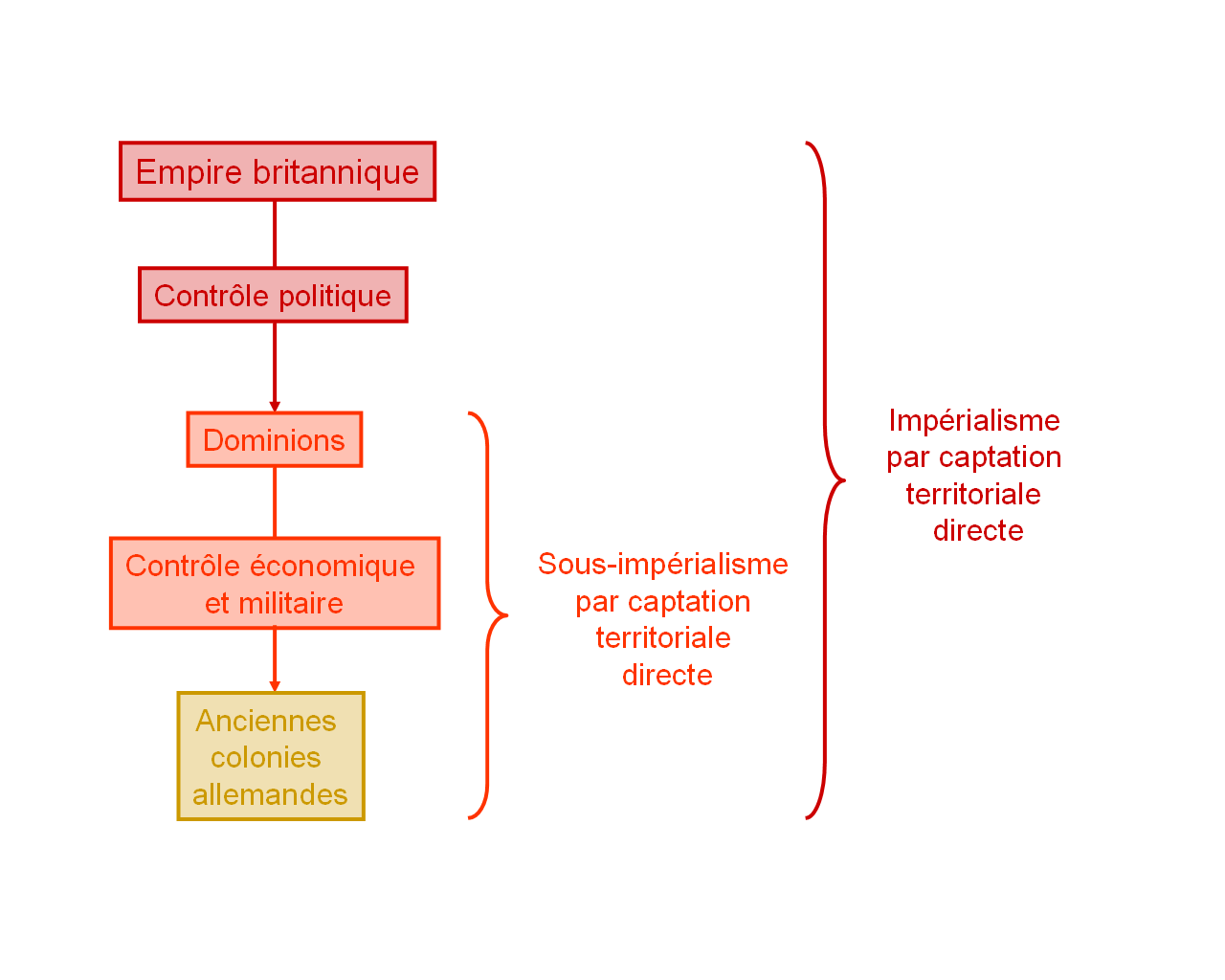
Model imperialista, amb component subimperialista, de control amb captació territorial directa en el marc dels Dominions britànics

Tres exemples amb les experiències colonials d'Austràlia, de Sud-àfrica i de la Nova Zelanda al final de la Primera Guerra mundial:
- Austràlia va obtenir al final del Tractat de Versalles la Nova Guinea Alemanya i l'arxipèlag de Bougainville sota la forma d'un mandat de la Societat de Nacions de classe C. Aquesta captació territorial directa va permetre a Austràlia reforçar la seva influència regional a la Melanèsia i va augmentar en el mateix moment l'àmbit de l'Imperi Britànic fins a la independència d'aquest territori el 1975.
- El Tractat de Versalles va concedir a Sud-àfrica un mandat de la Societat de Nacions sobre el Sud-oest africà. Aquest mandat, atorgant el control territorial sobre el territori de la futura Namíbia, va augmentar el pes de Sud-àfrica a l'Àfrica Austral fins al 1990.
- Nova Zelanda va obtenir un mandat de la Societat de Nacions sobre la Samoa alemanya. El control sobre aquest territori va permetre a Nova Zelanda tenir una influència territorial directa sobre la Polinèsia fins a 1961.

El control exercit per Londres sobre Canberra, Pretòria i Wellington era d'ordre polític, pel fet que la seva política estrangera rellevava a l'origen de la Gran Bretanya i els exèrcits dels seus tres països havien marxat integrants de l'exèrcit britànic.

##### Exemple de colònia sense l'estatut de dominion

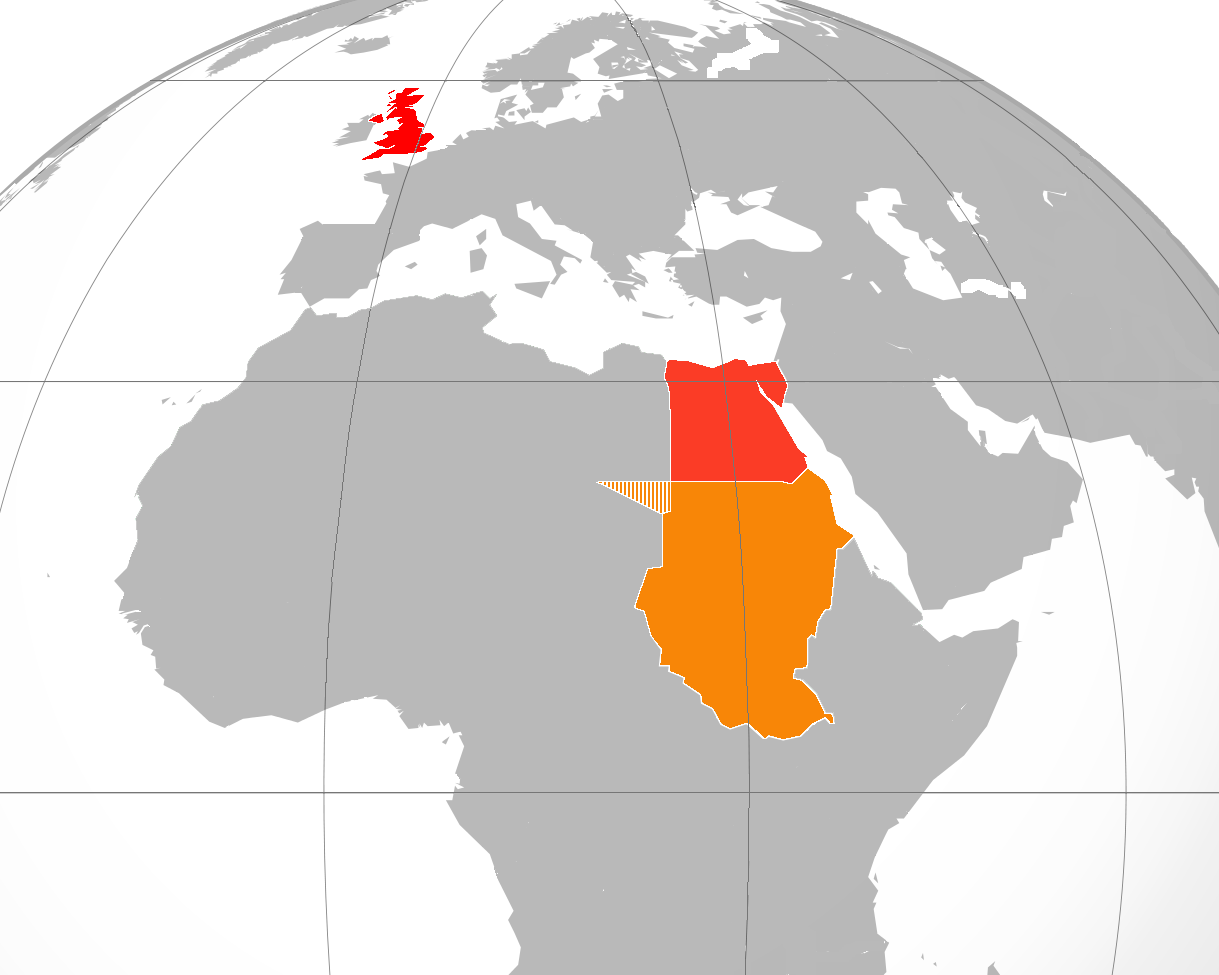
Mapa simplificat de l'hemisferi Nord, amb la part euro-africana, amb la Gran Bretanya en vermell viu, Egipte en vermell clar i el Sudan anglo-egipci en taronja. La part del condominiun cedida a Líbia el 1919 es mostra ombrejada

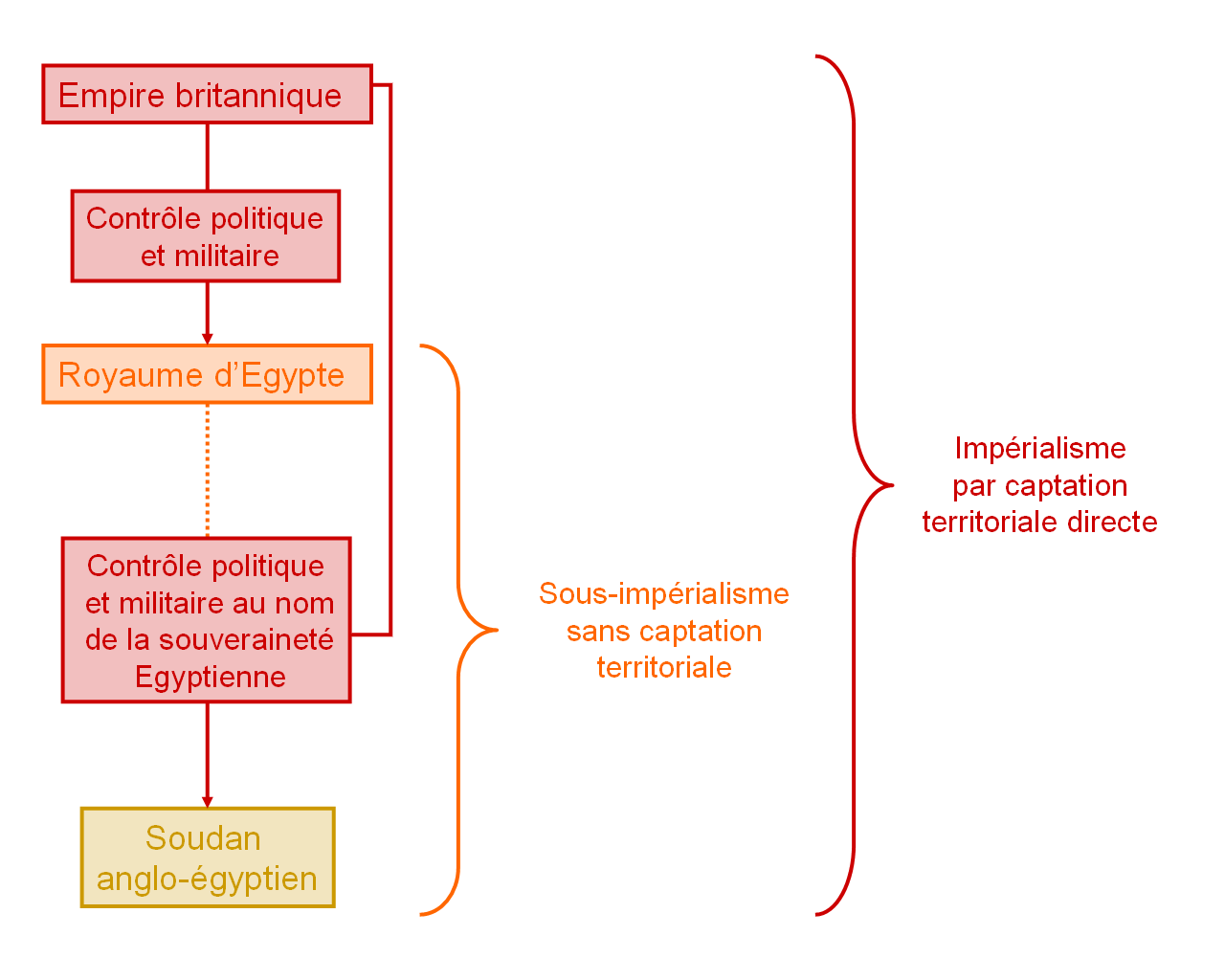
Model imperialista, amb component subimperialista sense control territorial, de control amb captació territorial directa en el marc del Condominio anglo-egipci sobre el Sudan

Egipte, llavors sota protectorat britànic i després sota el poder reial va establir conjuntament amb el Regne Unit un Domini territorial directe del Sudan. El mecanisme és aquí particularment diferent del model dels Dominions en la mesura que Londres exerceix directament el seu control sobre la regió. En efecte la part egípcia no té cap poder militar o polític real en el condomini: la sobirania proclamada d'Egipte sobre el Sudan serveix com a argument legal per al control dels Britànics sobre la regió. El raonament era que el seu control sobre el Sudan depenia teòricament de la sobirania egípcia.
Aquest sub-imperialisme va conèixer un sort diferent de la de les colònies australianes, neozelandeses i sud-africanes que es van emancipar de les seves metròpolis respectives (fins i tot molt tardanament com el cas de la Namíbia sud-africana). En el context del condomini anglo-egipci sobre el Sudan, la política britànica havia estat dividir per regnar: el Regne Unit havia així privat l'Egipte de tot poder real sobre el Sudan, administrant directament la colònia en nom del Caire.
En efecte, en el cas present la independència es va precipitar, entre 1953 i 1956, per Londres malgrat l'oposició del Caire qui desitjava annexar la regió. L'Egipte que es va fer obertament hostil a la Gran Bretanya, al si del món àrab, Londres no ha desitjat reforçar-la deixant-li aquesta colònia.

#### El model de control per captació territorial indirecta
Aquesta segona forma de subimperialisme és el model d'acaparament d'un imperi per un altre imperi. Aquest model ha estat desenvolupat en tres variants que corresponen a tres exemples de captació parcial d'un esforç imperial per un altre imperi trobat a la història moderna. Els tres exemples impliquen l'Imperi Britànic que ha aconseguit satel·litzar a diferents graus els imperis colonials de Portugal, d'Itàlia i dels Països Baixos.
- el control directe de l'economia per part de l'Estat colonitzador
- el suport indirecte a la política colonial d'un Estat colonitzador
- el control indirecte de l'economia per part de l'Estat colonitzador.

Un quart exemple, més recent i que no implica el Regne Unit, és el del control per captació territorial indirecta es va donar amb l'ocupació vietnamita de Cambodja entre 1975 i 1990 i la satel·lització de Laos.

## Causes de l'imperialisme

### Econòmiques
La crisi de 1873 va provocar el descens dels preus, i amb això el proteccionisme, és a dir, la protecció dels productes propis de cada país prohibint l'entrada d'articles estrangers o gravant-los amb impostos. Això va donar lloc a la necessitat de trobar nous mercats que no estiguessin controlats per l'esmentat sistema. D'altra banda, potències capitalistes europees com Anglaterra, ELS Països Baixos i França necessiten donar sortida al seu excedent de capital i ho fan invertint-lo en països d'altres continents establint préstecs, implantant ferrocarrils, instal·lant ports, etc. A més aquests països necessiten buscar matèries primeres per a les seves indústries, ja que, comencen a esgotar-se o a escassejar a Europa. La Segona Revolució Industrial, d'altra banda, necessita noves matèries primeres de les quals Europa no disposa o escassegen, com a plata, petroli, cautxú, or, coure, etc.
Les causes econòmiques van ser el fruit de l'expansió del capital industrial i es van veure obligats a buscar territoris nous on poguessin invertir l'excés de capitals acumulats, aquests capitals van trobar una productiva sortida en forma de crèdits atorgats a la minoria dels indígenes que col·laboraven amb la metròpoli, i principalment a la inversió d'infraestructures, també l'apropiació de territoris per obtenir matèries primeres i per dominar espais on col·locar els seus mercats per a finals del règim del monopoli.
Com a breu resum podem citar:
- Les colònies són nous mercats i compleixen les següents funcions econòmiques per a les potències industrials.
- Proporcionen matèries primeres molt barates (per exemple, la Indoxina Francesa proporcionava cautxú per a la indústria automobilística francesa).
- Tenen abundància de terres verges per ser explotades per emigrants europeus (per exemple, els Dominis Britànics a Austràlia o Canadà).
- La població indígena pot consumir molts productes europeus (per exemple, l'enorme població de l'Índia colonial forçada a consumir productes tèxtils britànics).
- Les colònies són llocs on els capitals invertits aconsegueixen un gran rendibilitat (per exemple, els britànics obtenen molts beneficis invertint capital a construir ferrocarrils xinesos).

### Demogràfiques
A Europa, entre 1850 i 1914, es va produir un gran augment demogràfic, arribant fins i tot a duplicar-se la seva població, fruit del fort descens de la mortalitat i el manteniment a nivells molt alts de la natalitat, per la qual cosa en alguns països començaven a escassejar els recursos, generant un flux migratori important. Gran part de la població, uns 40 milions d'europeus, no tenia cap altra sortida que emigrar a les colònies del seu respectiu país, ja que no comptaven amb treball, ni amb aliments suficients per proveir-se tots i van canviar la seva residència a la recerca de riqueses i millors condicions de vida. Va generar la possibilitat de comptar amb territoris colonials on establir aquesta població va contribuir a desenvolupar les polítiques d'expansió imperialista, és a dir, a conquerir territoris on poder portar aquest excedent de població. Per tant, el factor demogràfic va ser un motiu més perquè els governs de les potències europees iniciessin les polítiques imperialistes que van dur a terme.

### Darwinisme social
Adoptat pels imperialistes, sobretot a Anglaterra, per excusar les seves actuacions. Després de conèixer les recents teories de Darwin sobre l'evolució de les espècies per selecció natural, sostenien que, igual com les diferents espècies o races, les societats més avançades tenien dret a imposar-se i a continuar creixent encara que fos a costa de les més inferiors o retardades.

### Causes ideològiques
Les causes ideològiques se centren en la defensa de la superioritat de la raça blanca que imperava llavors. Aquesta concepció racista donava peu a molts projectes per part dels països més avançats, que creien que havien d'anar a ajudar els països pobres perquè aquests pugessin al carro del desenvolupament. Els motius que donaven aquests països més rics, eren, com hem dit, que ells eren superiors i, per aquest motiu, havien de difondre la cultura, la religió i la civilització europees i nord-americanes per la resta del món, ja que aquestes eren "les correctes". A més, els europeus consideraven que l'home blanc tenia "la responsabilitat" de civilitzar els pobles inferiors mitjançant la instrucció i l'educació. En aquesta tasca va destacar l'activitat missionera de l'església cristiana.

### Científiques
Existia un fort interès per descobrir i analitzar noves espècies d'animals i plantes, conèixer nous territoris i realitzar investigacions de tota classe. Això fa que molts científics desitgin progressar, llançant-se a l'aventura aconseguint a canvi grans avenços en camps com la biologia i la botànica.

### Tècnico-polítiques
Alguns polítics volen fer oblidar ràpidament les seves derrotes aconseguint nous territoris. La navegació també va ser un factor important, ja que els vaixells de vapor, ara capaços d'arribar molt més lluny, necessiten disposar de punts costaners per tot el món per poder reposar les existències de carbó, pel que quan l'establiment d'aquests va passar a les mans de l'estat, en lloc de limitar-se a l'esmentat punt, aquest va intentar controlar cada vegada més territori. Allà on es tingui un predomini polític es tindrà el predomini dels productes, un predomini econòmic.
Conquerir colònies pot ser una manifestació de prestigi polític i demostració de força. A vegades, els conflictes polítics entre les potències no es produeixen a Europa, sinó a l'Àfrica o Àsia (per exemple, Alemanya i França es juguen el seu prestigi polític al lluitar pel control del Marroc el 1906). Per tant, les causes polítiques són el poder polític a escala internacional esmentat, i també el poder militar, és a dir, la utilització de les colònies com un factor estratègic.

### Militars i geoestratègiques
El període entre 1871 i 1914 va ser de pau entre les principals potències europees, la denominada Bella Època (Belle Époque). La disponibilitat d'un creixent potencial demogràfic per a l'allistament es pot emprar en territoris extraeuropeus, seguint o precedint l'expansió colonial econòmica de les empreses i l'emigració.
Les raons geoestratègiques eren resultat de la competència pel domini de rutes navals (escales necessàries per al repostaje dels vaixells) i d'espais continentals clau, com la denominada àrea pivot de l'Àsia central o l'imperi continu a Àfrica (la continuïtat territorial entre les bases navals en mars oposats).

## Conseqüències

### Demogràfiques
En pete general, la població va patir un increment en disminuir la mortalitat, per la introducció de la medicina moderna occidental i mantenir una alta natalitat. Això es va traduir en un desequilibri entre població i recursos, que encara avui dia persisteix. No obstant això, en algunes zones, la població autòctona va patir una dràstica reducció (especialment durant la primera fase de l'imperialisme), a conseqüència de la introducció de malalties desconegudes (verola, grip, etc.). En altres llocs, la població indígena va ser simplement substituïda per colons estrangers.

### Econòmiques
L'explotació econòmica dels territoris adquirits va fer necessari l'establiment d'unes mínimes condicions per al seu desenvolupament. Es van crear infraestructures (ports, ferrocarrils) destinats a donar sortida a les matèries primeres i agrícoles que anaven destinades a la metròpoli. Les colònies es van convertir en proveïdores del necessari per al funcionament de les indústries metropolitanes, mentre aquestes col·locaven els seus productes manufacturats en els dominis.
L'economia tradicional, basada en una agricultura autosuficient i de policultiu, va ser substituïda per una altra d'exportació, en règim de monocultiu, que va provocar, en gran manera, la desaparició de les formes ancestrals de produir i l'extensió de conreus com el cafè, el sucre, el cacau, el cautxú o el te, que van alterar el paisatge.

### Socials
Les conseqüències socials es van manifestar a la instal·lació d'una burgesia de comerciants i funcionaris procedents de la metròpoli que van ocupar els nivells alts i mitjans de l'estructura colonial. En alguns casos, s'assimilen determinats grups autòctons dins de la cúspide social. Es tractava de les antigues elits dirigents i de membres de determinats cossos de l'exèrcit o la funció pública colonial. En ambdós casos l'assimilació va ser acompanyada d'una profunda occidentalització. Quan, arran del procés de descolonització, comencen a sorgir estats a partir del que van ser colònies, aquests grups socials ocuparan una posició rellevant en l'administració i el govern dels nous països (ex. Gandhi a l'Índia). Al costat d'aquestes minories, la immensa majoria de la població autòctona va patir un generalitzat procés de proletarització que es va constituir en una inesgotable font de mà d'obra barata destinada a atendre la creació d'infraestructures i al treball en l'agricultura de plantació per sobreviure.

### Polítiques
Els territoris dominats van patir un major o menor grau de dependència respecte a la metròpoli, en funció del tipus d'organització administrativa que els va ser imposat. Tanmateix, aquesta dependència no va estar exempta de conflictes, que van ser el germen d'un antiimperialisme protagonitzat generalment per les classes mitjanes natives occidentalitzades, que reclamaven la presa en consideració de les tradicions autòctones. Això es va canalitzar a través de les premisses del joc democràtic que les metròpolis defensaven per si mateixes però que negaven a les seves colònies: llibertat, igualtat, sobirania nacional, etc. Un exemple primerenc on es plasma l'esperit d'aquests moviments és el naixement del Partit del Congrés a l'Índia, liderat per Mohandas K. Gandhi, que va estendre la seva base entre les membres més humils de la societat colonial.

### Culturals
L'imperialisme va conduir a la pèrdua d'identitat i de valors tradicionals de les poblacions indígenes i a la implantació de les pautes de conducta, educació i mentalitat dels colonitzadors. Així mateix, va suposar l'adopció de les llengües dels dominadors (especialment l'anglès i el francès). Això va arrossegar a una forta aculturació. La religió cristiana (catòlica, anglicana, protestant, etc.) Va desplaçar als credos preexistents en moltes zones d'Àfrica o bé es va fusionar amb aquestes creences, conformant doctrines de caràcter sincrètic. Tanmateix, a Àsia i el món musulmà el resultat de l'evangelització va ser menor que en l'Àfrica negra, en estar allà fermament arrelades antigues religions, complexes i molt estructurades.

### Geogràfiques
Els mapes polítics es van veure alterats per la creació de fronteres artificials que no tenien res a veure amb la configuració preexistent i que van suposar la unió o divisió forçada de grups tribals i ètnics diferents, provocant innombrables conflictes polítics socials i ètnics, que persisteixen avui dia.

### Ecològiques
La introducció de noves formes d'explotació agrícola i inèdites espècies vegetals i animals van provocar la modificació o destrucció dels ecosistemes naturals. Així, per exemple, el bisó va ser gairebé exterminat a les praderies americanes; el conill es va convertir en una autèntica plaga després de la seva introducció a Austràlia, on mancava de depredadors naturals; les grans selves tropicals van ser objecte de desforestació causada per la sobreexplotació fustera i la introducció dels monocultius de plantació; els rius van ser contaminats amb residus procedents dels sistemes d'extracció de metalls preciosos i altres residus procedents de la mineria.

## Justificació
L'imperialisme es justifica sovint per arguments de natura etnocèntrica: la potència imperial es considera que compta amb una superioritat (cultural, intel·lectual, tecnològica, econòmica o racial) sobre el país dominat. L'etnocentrisme pot fins i tot ser considerat com consubstancial a l'imperialisme. Així, els imperis dels temps antics (ex. Roma), s'han acompanyat de la difusió dels valors del poble o grup dominant, i les formes modernes d'imperialisme (incloent-hi l'imperialisme "democràtic") no s'hi escapen.
Amb tot, la mera justificació econòmica on les nacions dominen a d'altres per expandir la seva economia, obtenir matèria primera, mà d'obra, o per donar sortida als excedents de capital.
La justificació política porta a les nacions a expandir-se per ambició de poder, prestigi, seguretat i avantatges diplomàtics respecte a altres estats. Sovint la justificació política és tan sols l'origen per a una dominació econòmica.
De forma similar a les raons polítiques, la justificació pot obeir a raons ideològiques quan els països es veuen impulsats a expandir la seva influència per a, al seu torn, expandir els seus valors polítics, culturals i religiosos, al seu torn els països són beneficiats amb pau, seguretat i prosperitat.
De forma similar als arguments polítics, la justificació religiosa pretén difondre uns estàndards religiosos i expandir la seva influència per països propers a aquest. És un sistema de l'activitat humana compost per creences i pràctiques sobre el considerat com a diví o sagrat, tant personals com col·lectives, de tipus existencial, moral i espiritual. Es parla de «religions» per fer referència a formes específiques de manifestació del fenomen religiós, compartides pels diferents grups humans. Hi ha religions que estan organitzades de formes més o menys rígides, mentre que d'altres manquen d'estructura formal i estan integrades a les tradicions culturals de la societat o ètnia en la qual es practiquen.